# Drilliidae
Famille
Synonymes
- voir paragraphe #Synonymes

Les Drilliidae sont une famille de mollusques gastéropodes marins de l'ordre des Neogastropoda.

## Synonymes
- Clavidae T. L. Casey, 1904[1]
- Drilliinae Olsson, 1964[2]

## Liste des genres
Selon World Register of Marine Species (17 mars 2016) :
- genre Acinodrillia Kilburn, 1988
- genre Agladrillia Woodring, 1928
- genre Bellaspira Conrad, 1868
- genre Calliclava McLean, 1971
- genre Cerodrillia Bartsch & Rehder, 1939
- genre Clathrodrillia Dall, 1918
- genre Clavus Montfort, 1810
- genre Conopleura Hinds, 1844
- genre Crassopleura Monterosato, 1884
- genre Cruziturricula Marks, 1951
- genre Cymatosyrinx Dall, 1889
- genre Decoradrillia Fallon, 2016
- genre Douglassia Bartsch, 1934
- genre Drillia Gray, 1838
- genre Elaeocyma Dall, 1918
- genre Eumetadrillia Woodring, 1928
- genre Fenimorea Bartsch, 1934
- genre Fusiturricula Woodring, 1928
- genre Globidrillia Woodring, 1928
- genre Hauturua Powell, 1942
- genre Imaclava Bartsch, 1944
- genre Iredalea W. R. B. Oliver, 1915
- genre Kylix Dall, 1919
- genre Leptadrillia Woodring, 1928
- genre Lissodrillia Bartsch & Rehder, 1943
- genre Neodrillia Bartsch, 1943
- genre Orrmaesia Kilburn, 1988
- genre Paracuneus Laseron, 1954
- genre Plagiostropha Melvill, 1927
- genre Pleurofusia de Gregorio, 1890 †
- genre Sedilia Fargo, 1953
- genre Spirotropis G.O. Sars, 1878
- genre Splendrillia Hedley, 1922
- genre Stenodrillia Korobkov, 1955
- genre Syntomodrillia Woodring, 1928
- genre Wairarapa Vella, 1954

## Galerie

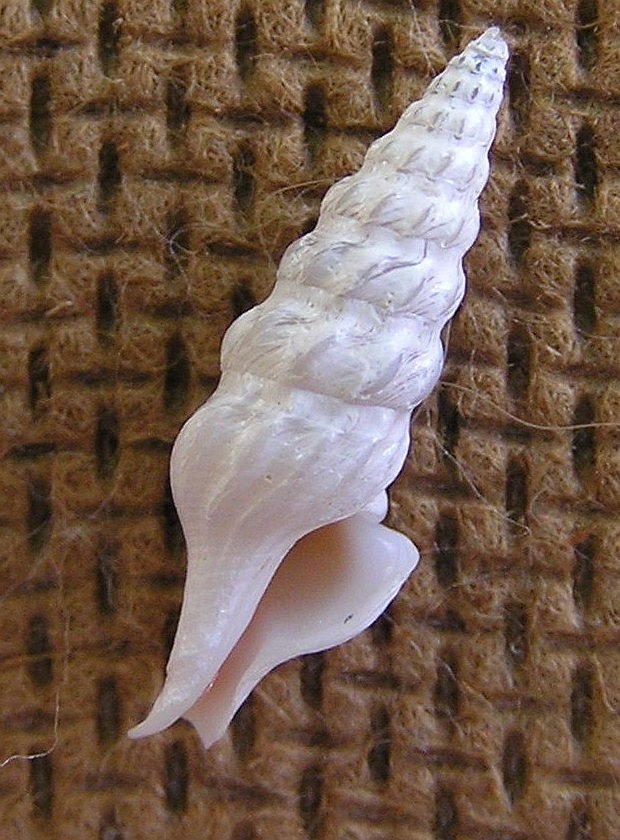
Agladrillia pudica
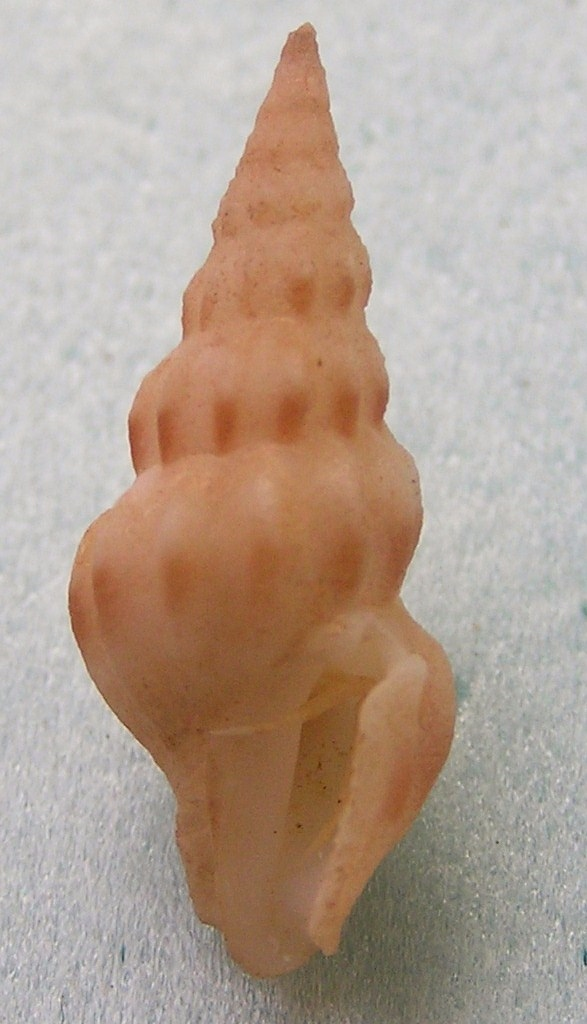
Bellaspira acclivicosta
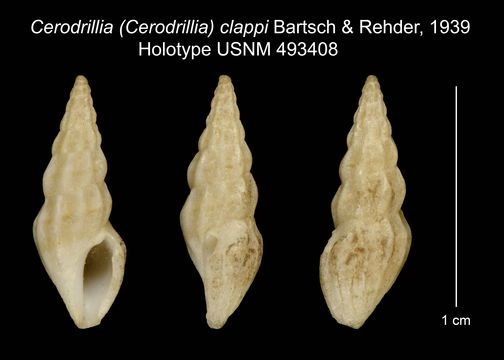
Cerodrillia clappi
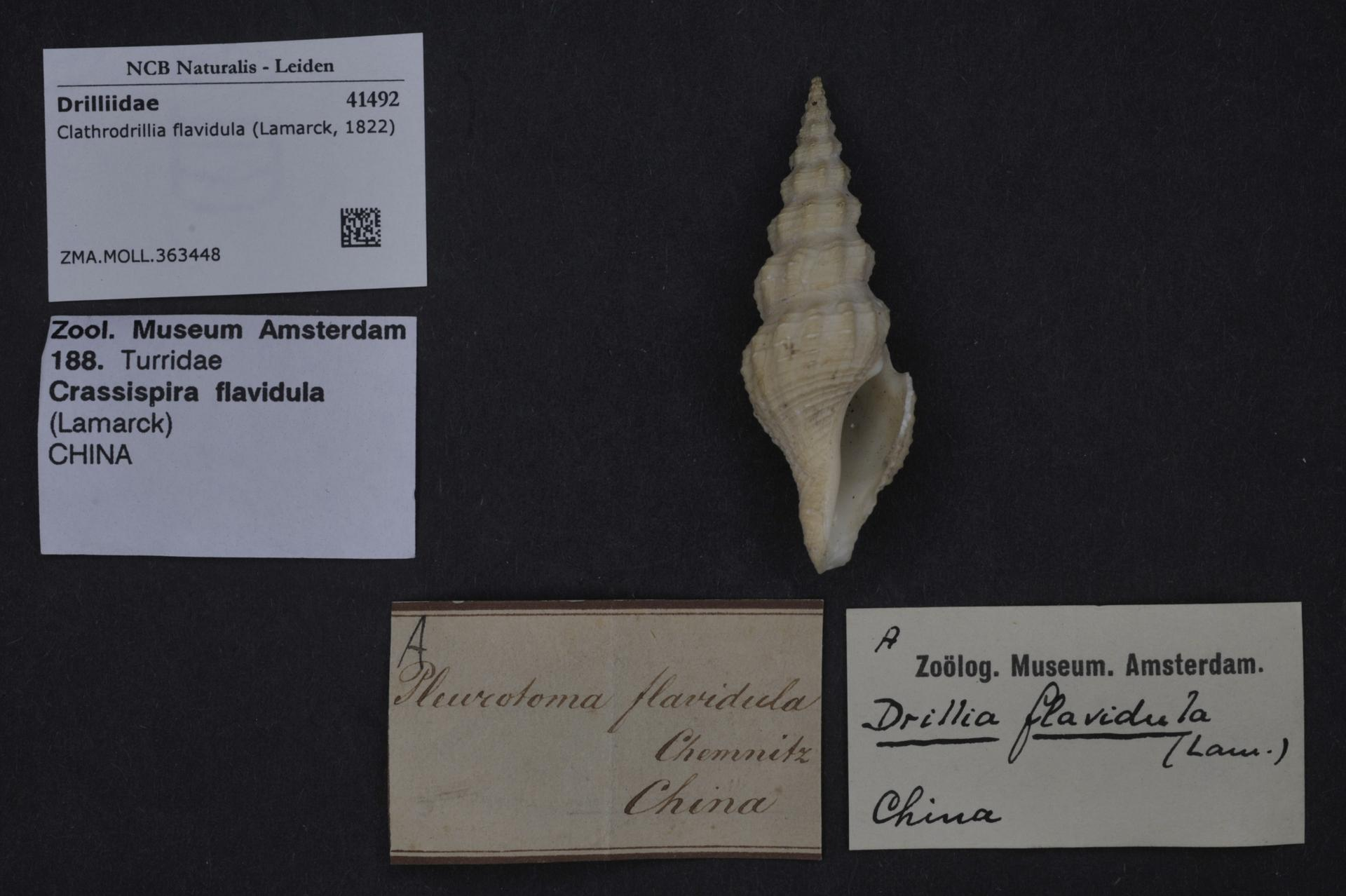
Clathrodrillia flavidula
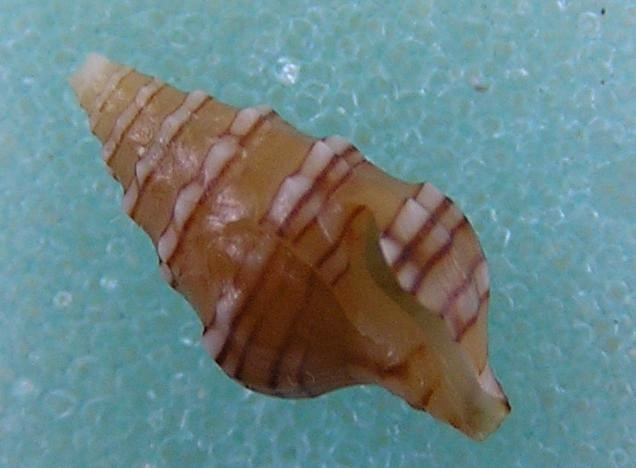
Clavus lamberti
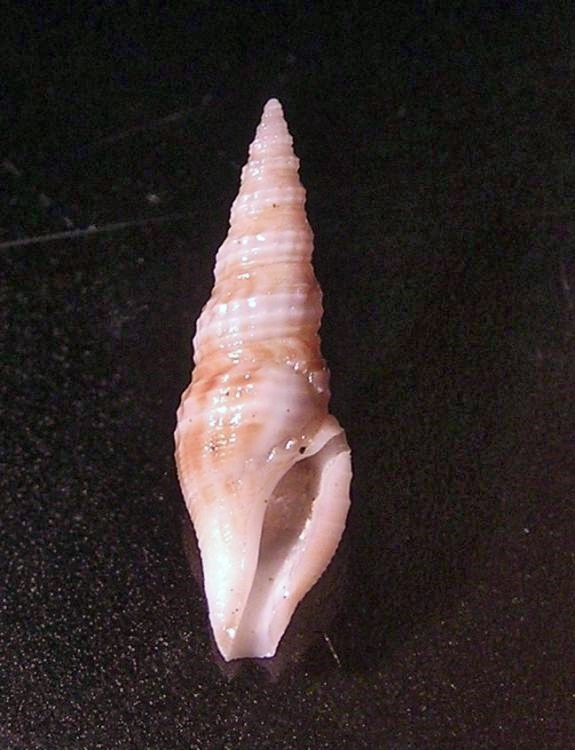
Cymatosyrinx parciplicata
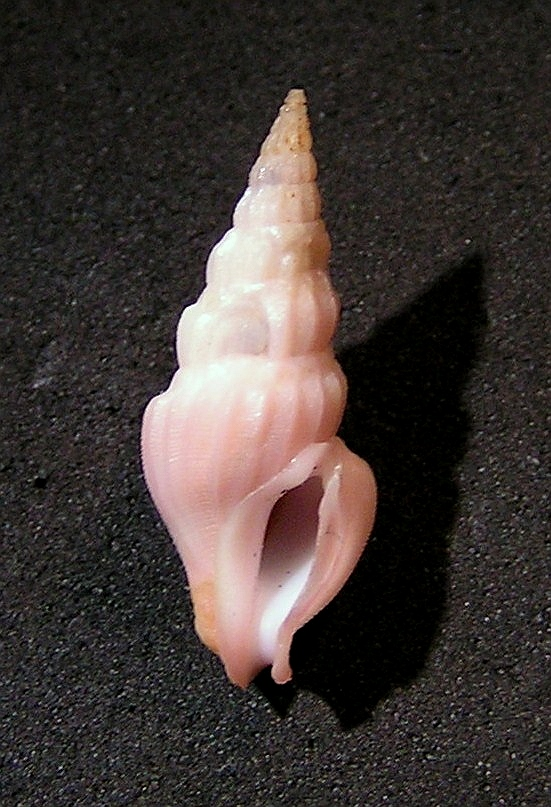
Drillia rosacea
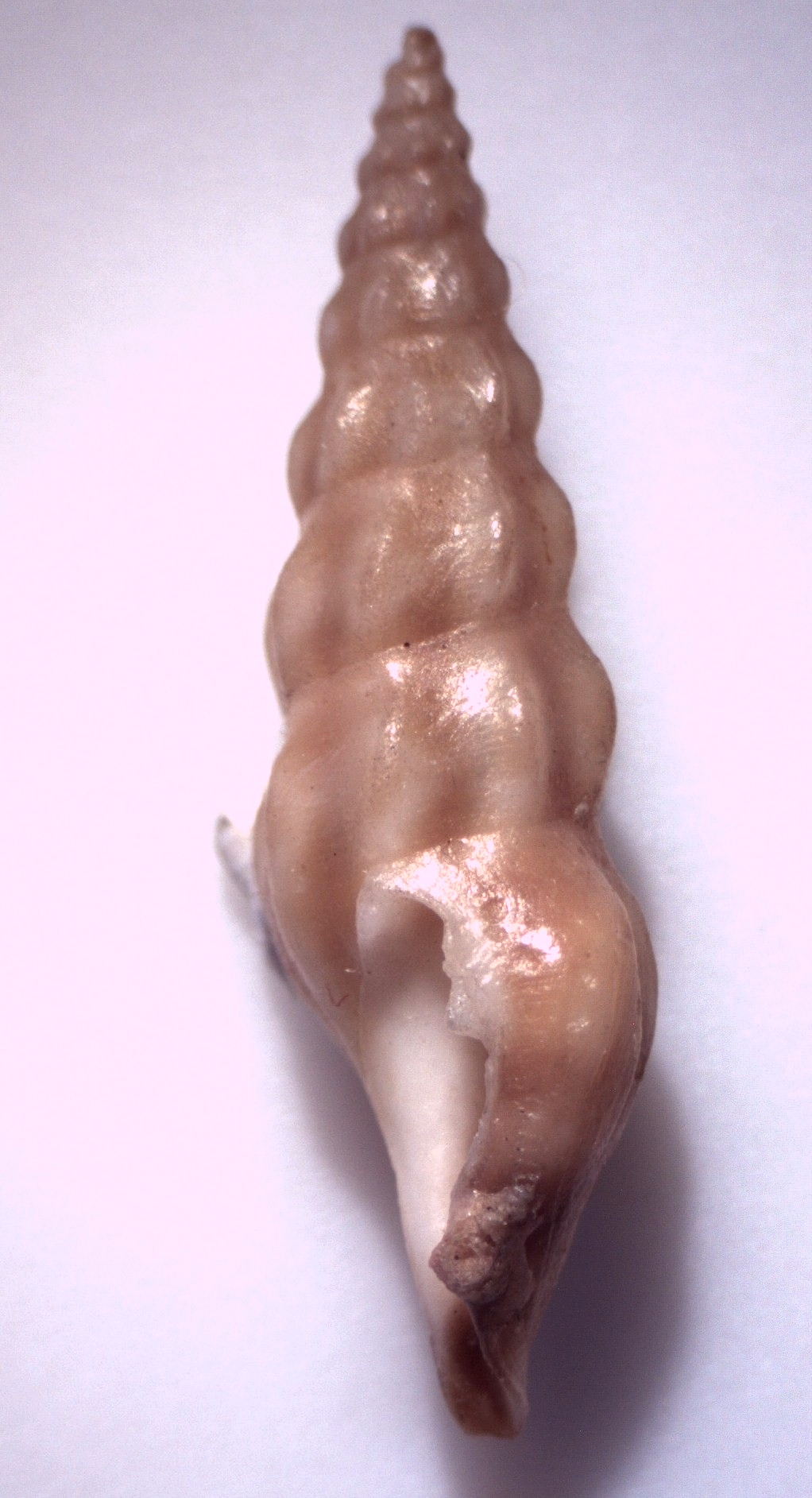
Elaeocyma chinensis
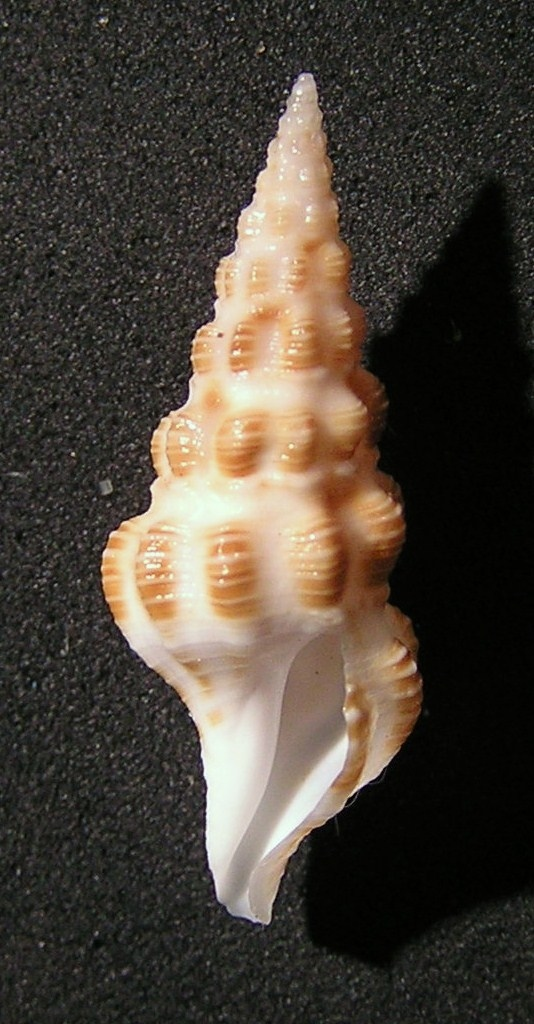
Fenimorea janetae
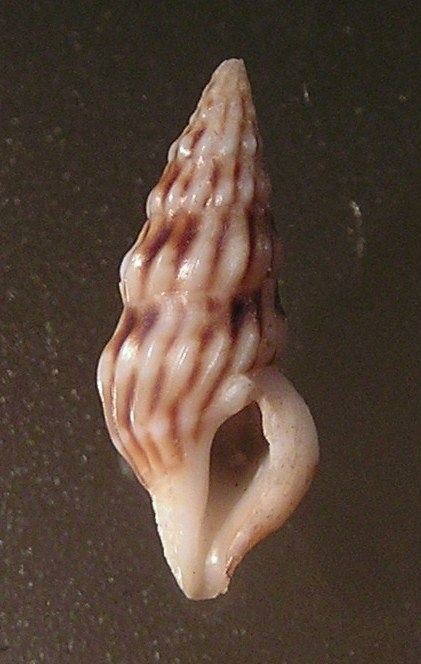
Iredalea inclinata
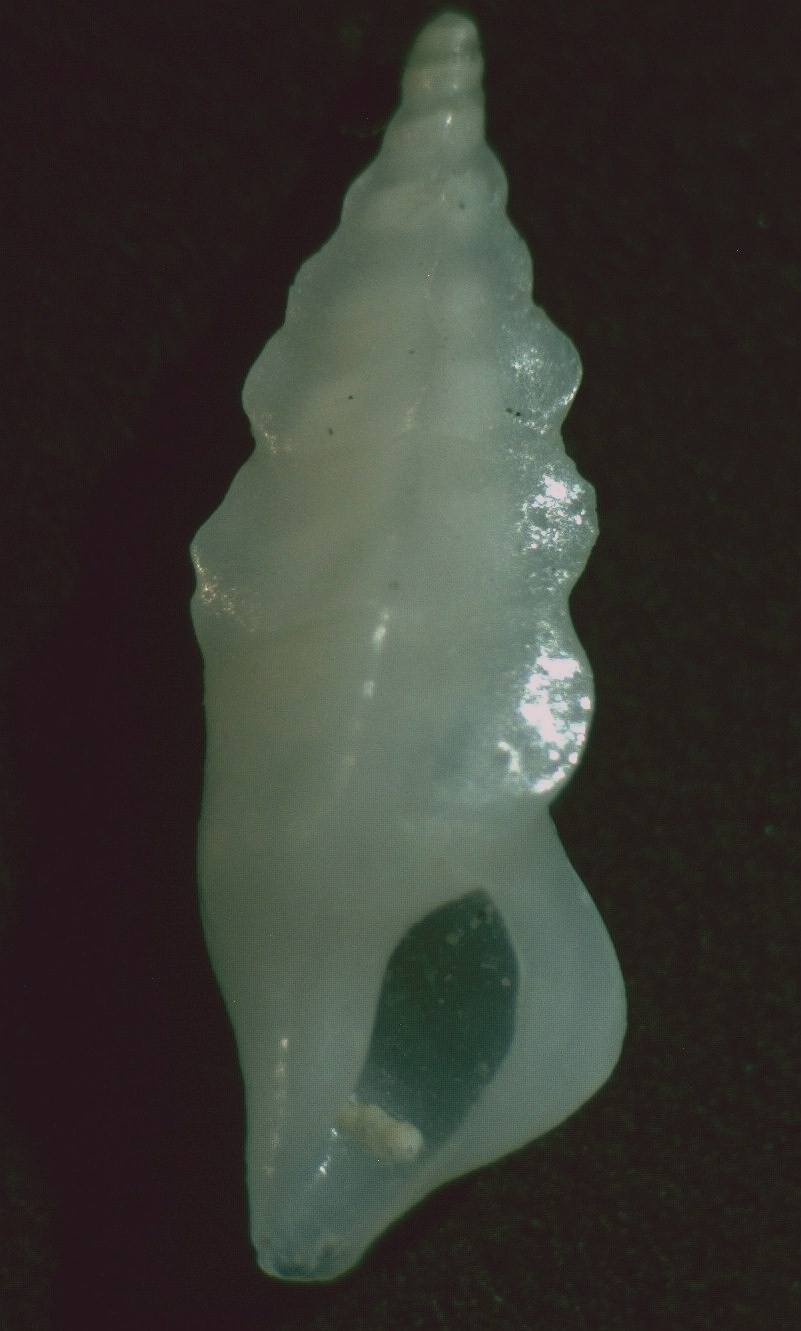
Plagiostropha opalus
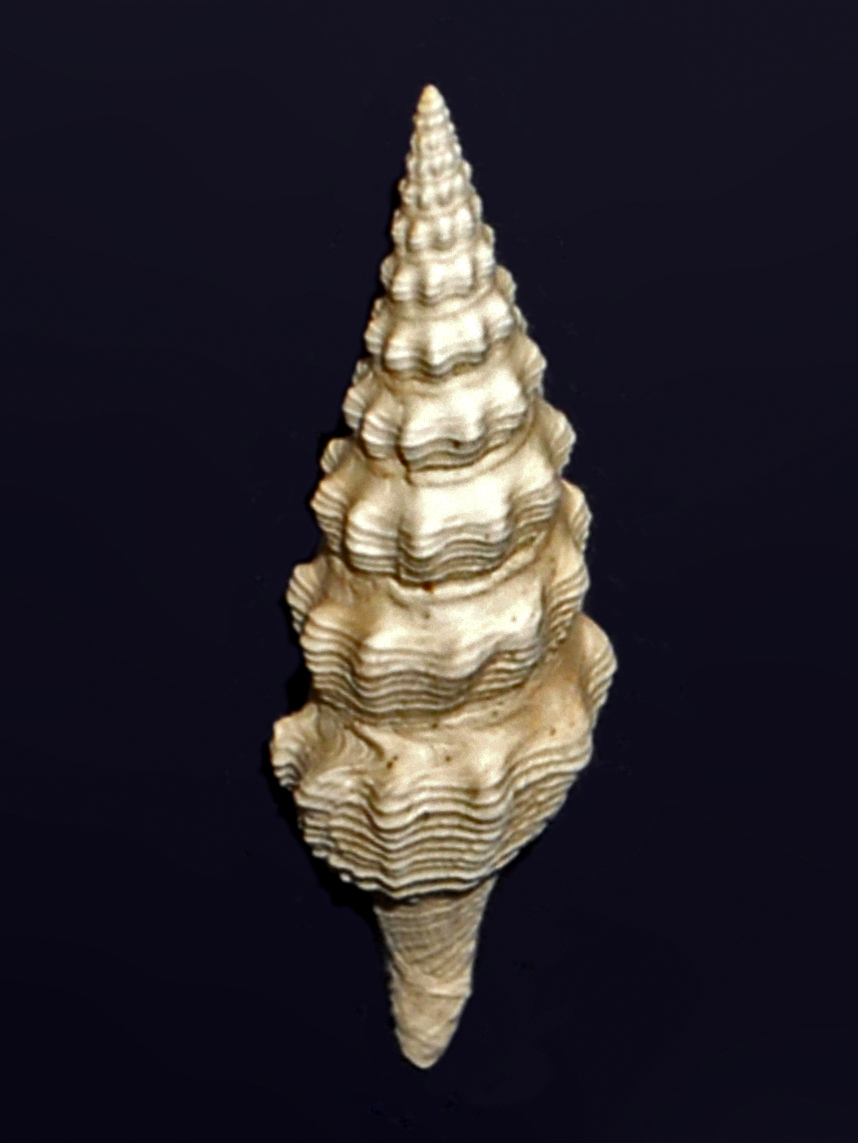
Stenodrillia bellardii